# مالوینیسیسکویه
مالوینیسیسکویه (به لاتین: Maloyeniseyskoye) یک منطقهٔ مسکونی در روسیه است که در سرزمین آلتای واقع شده‌است.